# (4714) Toyohiro
(4714) Toyohiro es un asteroide perteneciente al cinturón de asteroides, descubierto el 29 de septiembre de 1989 por Tetsuya Fujii y el también astrónomo Kazuro Watanabe desde el Observatorio de Kitami, Hokkaidō, Japón.

## Designación y nombre
Designado provisionalmente como 1989 SH. Fue nombrado Toyohiro en honor al periodista Toyohiro Akiyama, el primer ciudadano japonés en viajar al espacio. Despegó el 1 de diciembre de 1990 en la Soyuz para viajar a la estación espacial Mir, y describió el efecto de perturbación del medio ambiente en la Tierra desde el espacio y los efectos del mal de la ingravidez y el espacio.

## Características orbitales
Toyohiro está situado a una distancia media del Sol de 3,020 ua, pudiendo alejarse hasta 3,398 ua y acercarse hasta 2,642 ua. Su excentricidad es 0,125 y la inclinación orbital 9,840 grados. Emplea 1917 días en completar una órbita alrededor del Sol.

## Características físicas
La magnitud absoluta de Toyohiro es 11,5. Tiene 19,18 km de diámetro y su albedo se estima en 0,081.